# Ralf Hütter
Ralf Hütter, né le  20 août 1946 à Krefeld, est un musicien allemand. Il est le principal chanteur, claviériste, et « chef d'orchestre » du groupe Kraftwerk dont il est le cofondateur avec Florian Schneider en 1970. C'est habituellement Ralf Hütter qui représente seul le groupe lors des interviews. Sa voix profonde, accentuée, de ténor a aidé à différencier Kraftwerk des autres groupes musicaux. Selon la presse allemande, c'est l'un des musiciens et chanteurs les plus talentueux de son pays. Au début de 1972, il marque une courte pause à Kraftwerk pour se concentrer sur ses études d'architecture.

## Biographie
Ralf Hütter est né à Krefeld, près de Düsseldorf. Son père est médecin. Hütter décrit son enfance comme « normale, sans intérêt. Rien de spécial. » Il  rencontre Florian Schneider à l'Académie des Arts de Remscheid lors d'un cours d'improvisation musicale. Il apprend notamment le piano classique et l'orgue.
Entre 1965 et 1967, il participe a quelques groupes d'improvisations tels que The Phantoms puis The Quartermasters.
En 1968, Hütter et Schneider se retrouvent dans le groupe Organisation en compagnie d'autres musiciens, où ils effectuent leurs premières improvisations ; le groupe joue dans des universités et des galeries d'art. Durant l'été 1968, ils rencontrent Michael Karoli et Malcolm Mooney lors d'une de ces représentations qui marque le début de Can. L'aventure Organisation ne dure que le temps d'un album. Ralf Hütter, encore étudiant à l'époque, et Florian Schneider-Esleben s'associent ensuite pour créer Kraftwerk en 1970.
Cycliste impénitent, Ralf Hütter est victime d'un accident de vélo en mai 1982, à l'époque des premiers enregistrements pour l'album Techno Pop, et est hospitalisé pendant une dizaine de jours. La rumeur rapporte qu'en sortant du coma, sa première parole fut « Où est mon vélo ? ». Sa passion pour le vélo se traduit artistiquement au sein de Kraftwerk par la production du titre Tour de France, publié en 1983, puis de l'album Tour de France Soundtracks en 2003.

## Sources
Pascal Bussy, Kraftwerk: Man, Machine and Music, 2004  (ISBN 0946719705)